# Lijst van olympische medaillewinnaars wielersport (baan)
De discipline baanwielrennen binnen de olympische sport wielersport staat vanaf de eerste editie van de moderne Olympische Spelen, uitgezonderd de editie van 1912, op het programma van de Olympische Zomerspelen. Deze pagina geeft de lijst van olympische medaillewinnaars in deze discipline.

## Mannen

### Keirin
| Editie | Goud | Goud             | Zilver | Zilver             | Brons   | Brons                            |
| ------ | ---- | ---------------- | ------ | ------------------ | ------- | -------------------------------- |
| 2000   | FRA  | Florian Rousseau | AUS    | Gary Neiwand       | GER     | Jens Fiedler                     |
| 2004   | AUS  | Ryan Bayley      | ESP    | José Escuredo      | AUS     | Shane Kelly                      |
| 2008   | GBR  | Chris Hoy        | GBR    | Ross Edgar         | JPN     | Kiyofumi Nagai                   |
| 2012   | GBR  | Chris Hoy        | GER    | Maximilian Levy    | NED NZL | Teun Mulder Simon van Velthooven |
| 2016   | GBR  | Jason Kenny      | NED    | Matthijs Büchli    | MAS     | Azizulhasni Awang                |
| 2020   | GBR  | Jason Kenny      | MAS    | Azizulhasni Awang  | NED     | Harrie Lavreysen                 |
| 2024   | NED  | Harrie Lavreysen | AUS    | Matthew Richardson | AUS     | Matthew Glaetzer                 |

| Land | Goud | Zilver | Brons |
| ---- | ---- | ------ | ----- |
| GBR  | 4    | 1      | 0     |
| AUS  | 1    | 2      | 2     |
| NED  | 1    | 1      | 2     |
| FRA  | 1    | 0      | 0     |
| GER  | 0    | 1      | 1     |
| MAS  | 0    | 1      | 1     |
| ESP  | 0    | 1      | 0     |
| JPN  | 0    | 0      | 1     |
| NZL  | 0    | 0      | 1     |

Meervoudige medaillewinnaars
| Succesvolste                                             | Meervoudige             |
| -------------------------------------------------------- | ----------------------- |
| 2-0-0 Chris Hoy 2-0-0 Jason Kenny 1-0-1 Harrie Lavreysen | 0-1-1 Azizulhasni Awang |

### Olympische sprint
1896: 333,33 meter
1900: 2000 meter
1920-2016: 1000 meter
2020: 3 ronden
| Editie | Goud | Goud                | Zilver | Zilver                 | Brons | Brons                |
| ------ | ---- | ------------------- | ------ | ---------------------- | ----- | -------------------- |
| 1896   | FRA  | Paul Masson         | GRE    | Stamatios Nikolopoulos | AUT   | Adolf Schmal         |
| 1900   | FRA  | Albert Taillandier  | FRA    | Fernand Sanz           | USA   | John Henri Lake      |
|        |      |                     |        |                        |       |                      |
| 1920   | NED  | Maurice Peeters     | GBR    | Tiny Johnson           | GBR   | Harry Ryan           |
| 1924   | FRA  | Lucien Michard      | NED    | Jaap Meijer            | FRA   | Jean Cugnot          |
| 1928   | FRA  | Roger Beaufrand     | NED    | Antoine Mazairac       | DEN   | Willy Falck Hansen   |
| 1932   | NED  | Jacques van Egmond  | FRA    | Louis Chaillot         | ITA   | Bruno Pellizzari     |
| 1936   | GER  | Toni Merkens        | NED    | Arie van Vliet         | FRA   | Louis Chaillot       |
| 1948   | ITA  | Mario Ghella        | GBR    | Reg Harris             | DEN   | Axel Schandorff      |
| 1952   | ITA  | Enzo Sacchi         | AUS    | Lionel Cox             | GER   | Werner Potzernheim   |
| 1956   | FRA  | Michel Rousseau     | ITA    | Guglielmo Pesenti      | AUS   | Richard Ploog        |
| 1960   | ITA  | Sante Gaiardoni     | BEL    | Léo Sterckx            | ITA   | Valentino Gasparella |
| 1964   | ITA  | Giovanni Pettenella | ITA    | Sergio Bianchetto      | FRA   | Daniel Morelon       |
| 1968   | FRA  | Daniel Morelon      | ITA    | Giordano Turrini       | FRA   | Pierre Trentin       |
| 1972   | FRA  | Daniel Morelon      | AUS    | John Nicholson         | URS   | Omar Pkhakadze       |
| 1976   | TCH  | Anton Tkáč          | FRA    | Daniel Morelon         | GDR   | Jürgen Geschke       |
| 1980   | GDR  | Lutz Heßlich        | FRA    | Yavé Cahard            | URS   | Sergej Kopylov       |
| 1984   | USA  | Mark Gorski         | USA    | Nelson Vails           | JPN   | Tsutomu Sakamoto     |
| 1988   | GDR  | Lutz Heßlich        | URS    | Nikolai Kovsj          | AUS   | Gary Neiwand         |
| 1992   | GER  | Jens Fiedler        | AUS    | Gary Neiwand           | CAN   | Curt Harnett         |
| 1996   | GER  | Jens Fiedler        | USA    | Marty Nothstein        | CAN   | Curt Harnett         |
| 2000   | USA  | Marty Nothstein     | FRA    | Florian Rousseau       | GER   | Jens Fiedler         |
| 2004   | AUS  | Ryan Bayley         | NED    | Theo Bos               | GER   | René Wolff           |
| 2008   | GBR  | Chris Hoy           | GBR    | Jason Kenny            | FRA   | Mickaël Bourgain     |
| 2012   | GBR  | Jason Kenny         | FRA    | Grégory Baugé          | AUS   | Shane Perkins        |
| 2016   | GBR  | Jason Kenny         | GBR    | Callum Skinner         | RUS   | Denis Dmitrjev       |
| 2020   | NED  | Harrie Lavreysen    | NED    | Jeffrey Hoogland       | GBR   | Jack Carlin          |
| 2024   | NED  | Harrie Lavreysen    | AUS    | Matthew Richardson     | GBR   | Jack Carlin          |

| Land | Goud | Zilver | Brons |
| ---- | ---- | ------ | ----- |
| FRA  | 7    | 6      | 5     |
| NED  | 4    | 5      | 0     |
| ITA  | 4    | 3      | 2     |
| GBR  | 3    | 4      | 3     |
| GER  | 3    | 0      | 3     |
| USA  | 2    | 2      | 1     |
| GDR  | 2    | 0      | 1     |
| AUS  | 1    | 4      | 3     |
| TCH  | 1    | 0      | 0     |
| URS  | 0    | 1      | 2     |
| BEL  | 0    | 1      | 0     |
| GRE  | 0    | 1      | 0     |
| CAN  | 0    | 0      | 2     |
| DEN  | 0    | 0      | 2     |
| AUT  | 0    | 0      | 1     |
| JPN  | 0    | 0      | 1     |
| RUS  | 0    | 0      | 1     |

Meervoudige medaillewinnaars
| Succesvolste                                                                                        | Meervoudige                                             |
| --------------------------------------------------------------------------------------------------- | ------------------------------------------------------- |
| 2-1-1 Daniel Morelon 2-1-0 Jason Kenny 2-0-1 Jens Fiedler 2-0-0 Lutz Heßlich 2-0-0 Harrie Lavreysen | 0-1-1 Gary Neiwand 0-0-2 Curt Harnett 0-0-2 Jack Carlin |

### Omnium
| Editie | Goud | Goud                | Zilver | Zilver           | Brons | Brons                 |
| ------ | ---- | ------------------- | ------ | ---------------- | ----- | --------------------- |
| 2012   | DEN  | Lasse Norman Hansen | FRA    | Bryan Coquard    | GBR   | Ed Clancy             |
| 2016   | ITA  | Elia Viviani        | GBR    | Mark Cavendish   | DEN   | Lasse Norman Hansen   |
| 2020   | GBR  | Matthew Walls       | NZL    | Campbell Stewart | ITA   | Elia Viviani          |
| 2024   | FRA  | Benjamin Thomas     | POR    | Iúri Leitão      | BEL   | Fabio Van den Bossche |

| Land | Goud | Zilver | Brons |
| ---- | ---- | ------ | ----- |
| GBR  | 1    | 1      | 1     |
| FRA  | 1    | 1      | 0     |
| ITA  | 1    | 0      | 1     |
| DEN  | 1    | 0      | 1     |
| NZL  | 0    | 1      | 0     |
| POR  | 0    | 1      | 0     |
| BEL  | 0    | 0      | 1     |

Meervoudige medaillewinnaars
| Succesvolste                                 | Meervoudige |
| -------------------------------------------- | ----------- |
| 1-0-1 Lasse Norman Hansen 1-0-1 Elia Viviani |             |

### Koppelkoers
2012-2016: niet op het programma
| Editie | Goud | Goud                               | Zilver | Zilver                           | Brons | Brons                           |
| ------ | ---- | ---------------------------------- | ------ | -------------------------------- | ----- | ------------------------------- |
| 2000   | AUS  | Brett Aitken Scott McGrory         | BEL    | Etienne De Wilde Matthew Gilmore | ITA   | Silvio Martinello Marco Villa   |
| 2004   | AUS  | Graeme Brown Stuart O'Grady        | SUI    | Franco Marvulli Bruno Risi       | GBR   | Robert Hayles Bradley Wiggins   |
| 2008   | ARG  | Juan Curuchet Walter Pérez         | ESP    | Joan Llaneras Antonio Tauler     | RUS   | Michail Ignatiev Aleksej Markov |
|        |      |                                    |        |                                  |       |                                 |
| 2020   | DEN  | Lasse Norman Hansen Michael Mørkøv | GBR    | Ethan Hayter Matthew Walls       | FRA   | Donavan Grondin Benjamin Thomas |
| 2024   | POR  | Iúri Leitão Rui Oliveira           | ITA    | Simone Consonni Elia Viviani     | DEN   | Niklas Larsen Michael Mørkøv    |

Meervoudige medaillewinnaars
| Succesvolste         | Meervoudige |
| -------------------- | ----------- |
| 1-0-1 Michael Mørkøv |             |

| Land | Goud | Zilver | Brons |
| ---- | ---- | ------ | ----- |
| AUS  | 2    | 0      | 0     |
| DEN  | 1    | 0      | 1     |
| ARG  | 1    | 0      | 0     |
| POR  | 1    | 0      | 0     |
| ITA  | 0    | 1      | 1     |
| BEL  | 0    | 1      | 0     |
| ESP  | 0    | 1      | 0     |
| SUI  | 0    | 1      | 0     |
| GBR  | 0    | 1      | 1     |
| FRA  | 0    | 0      | 1     |
| RUS  | 0    | 0      | 1     |

### Ploegachtervolging
1908: 1980 yards (1810 m)
1920-2020: 4000 meter
| Editie | Goud | Goud                                                                                      | Zilver | Zilver                                                                                   | Brons | Brons                                                                              |
| ------ | ---- | ----------------------------------------------------------------------------------------- | ------ | ---------------------------------------------------------------------------------------- | ----- | ---------------------------------------------------------------------------------- |
| 1908   | GBR  | Benjamin Jones Clarence Kingsbury Leon Meredith Ernest Payne                              | GER    | Max Götze Richard Katzer Hermann Martens Karl Neumer                                     | CAN   | William Anderson Walter Andrews Frederick McCarthy William Morton                  |
|        |      |                                                                                           |        |                                                                                          |       |                                                                                    |
| 1920   | ITA  | Arnaldo Carli Ruggero Ferrario Franco Giorgetti Primo Magnani                             | GBR    | Cyril Alden Horace Johnson William Stewart Albert White                                  | RSA   | Sammy Goosen Henry Kaltenbrun William Smith James Walker                           |
| 1924   | ITA  | Angelo De Martini Alfredo Dinale Aurelio Menegazzi Francesco Zucchetti                    | POL    | Józef Lange Jan Łazarski Tomasz Stankiewicz Franciszek Szymczyk                          | BEL   | Léonard Daghelinckx Henri Hoevenaers Fernand Saive Jean Van den Bosch              |
| 1928   | ITA  | Cesare Facciani Giacomo Gaioni Mario Lusiani Luigi Tasselli                               | NED    | Janus Braspennincx Piet van der Horst Jan Maas Jan Pijnenburg                            | GBR   | George Southall Harry Wyld Leonard Wyld Percy Wyld                                 |
| 1932   | ITA  | Nino Borsari Marco Cimatti Alberto Ghilardi Paolo Pedretti                                | FRA    | Paul Chocque Amédée Fournier René Legrèves Henri Mouillefarine                           | GBR   | William Harvell Charles Holland Ernest Johnson Frank Southall                      |
| 1936   | FRA  | Robert Charpentier Jean Goujon Guy Lapébie Roger-Jean Le Nizerhy                          | ITA    | Bianco Bianchi Mario Gentili Armando Latini Severino Rigoni                              | GBR   | Harry Hill Ernest Johnson Charles King Ernest Mills                                |
| 1948   | FRA  | Pierre Adam Serge Blusson Charles Coste Fernand Decanali                                  | ITA    | Arnaldo Benfenati Guido Bernardi Anselmo Citterio Rino Pucci                             | GBR   | Robert Geldard Thomas Godwin David Ricketts Wilfrid Waters                         |
| 1952   | ITA  | Loris Campana Guido Messina Marino Morettini Mino de Rossi                                | RSA    | George Estman Robert Fowler Thomas Shardelow Alfred Swift                                | GBR   | Donald Burgess George Newberry Alan Newton Ronald Stretton                         |
| 1956   | ITA  | Antonio Domenicali Leandro Faggin Franco Gandini Valentino Gasparella Virginio Pizzali    | FRA    | René Bianchi Jean Graczyk Jean-Claude Lecante Michel Vermeulin                           | GBR   | Donald Burgess Michael Gambrill John Geddes Tom Simpson                            |
| 1960   | ITA  | Luigi Arienti Franco Testa Mario Vallotto Marino Vigna                                    | EUA    | Bernd Barleben Peter Gröning Manfred Klieme Siegfried Köhler                             | URS   | Arnold Belgardt Leonid Koloembet Stanislav Moskvin Viktor Romanov                  |
| 1964   | EUA  | Lothar Claesges Karl-Heinz Henrichs Karl Link Ernst Streng                                | ITA    | Cencio Mantovani Carlo Rancati Luigi Roncaglia Franco Testa                              | NED   | Henk Cornelisse Gerard Koel Jaap Oudkerk Cor Schuuring                             |
| 1968   | DEN  | Gunnar Asmussen Mogens Frey Jensen Per Lyngemark Reno Olsen Peder Pedersen                | FRG    | Udo Hempel Karl-Heinz Henrichs Jürgen Kissner Karl Link                                  | ITA   | Lorenzo Bosisio Cipriano Chemello Giorgio Morbiato Luigi Roncaglia                 |
| 1972   | FRG  | Jürgen Colombo Günter Haritz Udo Hempel Günther Schumacher Peter Vonhof                   | GDR    | Thomas Huschke Heinz Richter Herbert Richter Uwe Unterwalder                             | GBR   | Michael Bennett Ian Hallam Ronald Keeble William Moore                             |
| 1976   | FRG  | Gregor Braun Hans Lutz Günther Schumacher Peter Vonhof                                    | URS    | Vladimir Ossokin Aleksandr Perov Vitali Petrakov Viktor Sokolov                          | GBR   | Ian Banbury Michael Bennett Robin Croker Ian Hallam                                |
| 1980   | URS  | Viktor Manakov Valerij Movtsjan Vladimir Ossokin Vitali Petrakov Aleksandr Krasnov        | GDR    | Gerald Mortag Uwe Unterwalder Matthias Wiegand Volker Winkler                            | TCH   | Teodor Černý Martin Penc Jiří Pokorný lgor Sláma                                   |
| 1984   | AUS  | Michael Grenda Kevin Nichols Michael Turtur Dean Woods                                    | USA    | David Grylls Steve Hegg Patrick McDonough Leonard Nitz                                   | FRG   | Reinhard Alber Rolf Gölz Roland Günther Michael Marx                               |
| 1988   | URS  | Vjatsjeslav Jekimov Artūras Kasputis Dmitri Neljoebin Gintautas Oemaras Mindaugas Oemaras | GDR    | Steffen Blochwitz Roland Hennig Dirk Meier Uwe Preißler Carsten Wolf                     | AUS   | Brett Dutton Wayne McCarney Stephen McGlede Scott McGrory Dean Woods               |
| 1992   | GER  | Guido Fulst Michael Glöckner Jens Lehmann Stefan Steinweg Andreas Walzer                  | AUS    | Brett Aitken Stephen McGlede Shaun O'Brien Stuart O'Grady                                | DEN   | Ken Frost Klaus Kynde Jimmi Madsen Jan Petersen Michael Sandstød                   |
| 1996   | FRA  | Christophe Capelle Philippe Ermenault Jean-Michel Monin Francis Moreau                    | RUS    | Anton Chantyr Eduard Gritsun Nikolai Koeznetzov Aleksej Markov                           | AUS   | Brett Aitken Bradley McGee Stuart O'Grady Timothy O'Shannessey Dean Woods          |
| 2000   | GER  | Robert Bartko Daniel Becke Guido Fulst Jens Lehmann Olaf Pollack                          | UKR    | Aleksandr Fedenko Serhij Matvjejev Aleksandr Simonenko Sergej Tsjernjavskiy              | GBR   | Jonny Clay Paul Manning Chris Newton Bryan Steel Bradley Wiggins                   |
| 2004   | AUS  | Graeme Brown Peter Dawson Brett Lancaster Bradley McGee Luke Roberts Stephen Wooldridge   | GBR    | Steven Cummings Robert Hayles Paul Manning Chris Newton Bryan Steel Bradley Wiggins      | ESP   | Carlos Castaño Sergi Escobar Asier Maeztu Carlos Torrent                           |
| 2008   | GBR  | Ed Clancy Paul Manning Geraint Thomas Bradley Wiggins                                     | DEN    | Michael Færk Christensen Casper Jørgensen Jens-Erik Madsen Michael Mørkøv Alex Rasmussen | NZL   | Sam Bewley Westley Gough Hayden Roulston Marc Ryan Jesse Sergent                   |
| 2012   | GBR  | Steven Burke Ed Clancy Peter Kennaugh Geraint Thomas                                      | AUS    | Jack Bobridge Rohan Dennis Michael Hepburn Glenn O'Shea                                  | NZL   | Sam Bewley Aaron Gate Marc Ryan Jesse Sergent                                      |
| 2016   | GBR  | Steven Burke Ed Clancy Owain Doull Bradley Wiggins                                        | AUS    | Jack Bobridge Alexander Edmondson Michael Hepburn Callum Scotson Sam Welsford            | DEN   | Casper von Folsach Lasse Norman Hansen Niklas Larsen Frederik Madsen Rasmus Quaade |
| 2020   | ITA  | Simone Consonni Filippo Ganna Francesco Lamon Jonathan Milan                              | DEN    | Lasse Norman Hansen Niklas Larsen Frederik Madsen Rasmus Pedersen                        | AUS   | Leigh Howard Kelland O'Brien Alexander Porter Lucas Plapp Sam Welsford             |
| 2024   | AUS  | Oliver Bleddyn Sam Welsford Conor Leahy Kelland O'Brien                                   | GBR    | Ethan Hayter Daniel Bigham Charlie Tanfield Ethan Vernon Oliver Wood                     | ITA   | Simone Consonni Filippo Ganna Francesco Lamon Jonathan Milan                       |

| Land | Goud | Zilver | Brons |
| ---- | ---- | ------ | ----- |
| ITA  | 8    | 3      | 2     |
| GBR  | 4    | 3      | 9     |
| AUS  | 3    | 3      | 3     |
| FRA  | 3    | 2      | 0     |
| FRG  | 2    | 1      | 1     |
| URS  | 2    | 1      | 1     |
| GER  | 2    | 0      | 1     |
| DEN  | 1    | 2      | 2     |
| EUA  | 1    | 1      | 0     |
| GDR  | 0    | 3      | 0     |
| NED  | 0    | 1      | 1     |
| RSA  | 0    | 1      | 1     |
| POL  | 0    | 1      | 0     |
| RUS  | 0    | 1      | 0     |
| UKR  | 0    | 1      | 0     |
| USA  | 0    | 1      | 0     |
| NZL  | 0    | 0      | 2     |
| BEL  | 0    | 0      | 1     |
| CAN  | 0    | 0      | 1     |
| ESP  | 0    | 0      | 1     |
| TCH  | 0    | 0      | 1     |

Meervoudige medaillewinnaars
| Succesvolste | Succesvolste | Meervoudige | Meervoudige |
| --- | --- | --- | --- |
| 3-0-0 Ed Clancy 2-1-1 Bradley Wiggins 2-0-0 Guido Fulst 2-0-0 Jens Lehmann 2-0-0 Günther Schumacher 2-0-0 Geraint Thomas 1-1-1 Sam Welsford 1-1-1 Paul Manning | 1-1-0 Udo Hempel 1-1-0 / Karl-Heinz Henrichs 1-1-0 / Karl Link 1-1-0 Vladimir Ossokin 1-1-0 Vitali Petrakov 1-1-0 Franco Testa 1-0-2 Dean Woods 1-0-1 Bradley McGee 1-0-1 Kelland O'Brien 1-0-1 Simone Consonni 1-0-1 Filippo Ganna 1-0-1 Francesco Lamon 1-0-1 Jonathan Milan | 0-2-0 Jack Bobridge 0-2-0 Michael Hepburn 0-2-0 Uwe Unterwalder 0-1-1 Brett Aitken 0-1-1 Stephen McGlede 0-1-1 Chris Newton 0-1-1 Stuart O'Grady 0-1-1 Lasse Norman Hansen 0-1-1 Niklas Larsen 0-1-1 Frederik Madsen 0-1-1 Luigi Roncaglia 0-1-1 Bryan Steel | 0-0-2 Michael Bennett 0-0-2 Sam Bewley 0-0-2 Donald Burgess 0-0-2 Ian Hallam 0-0-2 Marc Ryan 0-0-2 Jesse Sergent |

### Teamsprint
| Editie | Goud | Goud                                                               | Zilver | Zilver                                                      | Brons | Brons                                             |
| ------ | ---- | ------------------------------------------------------------------ | ------ | ----------------------------------------------------------- | ----- | ------------------------------------------------- |
| 2000   | FRA  | Laurent Gané Florian Rousseau Arnaud Tournant                      | GBR    | Chris Hoy Craig MacLean Jason Queally                       | AUS   | Sean Eadie Darryn Hill Gary Neiwand               |
| 2004   | GER  | Jens Fiedler Stefan Nimke René Wolff                               | JPN    | Toshiaki Fushimi Masaki Inoue Tomohiro Nagatsuka            | FRA   | Mickaël Bourgain Laurent Gané Arnaud Tournant     |
| 2008   | GBR  | Chris Hoy Jason Kenny Jamie Staff                                  | FRA    | Grégory Baugé Mickaël Bourgain Kévin Sireau Arnaud Tournant | GER   | René Enders Maximilian Levy Stefan Nimke          |
| 2012   | GBR  | Philip Hindes Chris Hoy Jason Kenny                                | FRA    | Grégory Bauge Michaël D'Almeida Kévin Sireau                | GER   | René Enders Maximilian Levy Robert Förstemann     |
| 2016   | GBR  | Philip Hindes Jason Kenny Callum Skinner                           | NZL    | Eddie Dawkins Ethan Mitchell Sam Webster                    | FRA   | Grégory Baugé Michaël D'Almeida François Pervis   |
| 2020   | NED  | Roy van den Berg Matthijs Büchli Jeffrey Hoogland Harrie Lavreysen | GBR    | Jack Carlin Jason Kenny Ryan Owens                          | FRA   | Florian Grengbo Rayan Helal Sébastien Vigier      |
| 2024   | NED  | Roy van den Berg Harrie Lavreysen Jeffrey Hoogland                 | GBR    | Ed Lowe Hamish Turnbull Jack Carlin                         | AUS   | Leigh Hoffman Matthew Richardson Matthew Glaetzer |

| Land | Goud | Zilver | Brons |
| ---- | ---- | ------ | ----- |
| GBR  | 3    | 3      | 0     |
| NED  | 2    | 0      | 0     |
| FRA  | 1    | 2      | 3     |
| GER  | 1    | 0      | 2     |
| JPN  | 0    | 1      | 0     |
| NZL  | 0    | 1      | 0     |
| AUS  | 0    | 0      | 2     |

Meervoudige medaillewinnaars
| Succesvolste | Meervoudige |
| --- | --- |
| 3-1-0 Jason Kenny 2-1-0 Chris Hoy 2-0-0 Philip Hindes 2-0-0 Roy van den Berg 2-0-0 Jeffrey Hoogland 2-0-0 Harrie Lavreysen 1-1-1 Arnaud Tournant 1-0-1 Stefan Nimke | 0-2-1 Grégory Baugé 0-2-0 Kévin Sireau 0-2-0 Jack Carlin 0-1-1 Mickaël Bourgain 0-1-1 Michaël D'Almeida 0-0-2 René Enders 0-0-2 Maximilian Levy |

## Vrouwen

### Keirin
| Editie | Goud | Goud                | Zilver | Zilver            | Brons | Brons           |
| ------ | ---- | ------------------- | ------ | ----------------- | ----- | --------------- |
| 2012   | GBR  | Victoria Pendleton  | CHN    | Guo Shuang        | HKG   | Wai Sze Lee     |
| 2016   | NED  | Elis Ligtlee        | GBR    | Rebecca James     | AUS   | Anna Meares     |
| 2020   | NED  | Shanne Braspennincx | NZL    | Ellesse Andrews   | CAN   | Lauriane Genest |
| 2024   | NZL  | Ellesse Andrews     | NED    | Hetty van de Wouw | GBR   | Emma Finucane   |

| Land | Goud | Zilver | Brons |
| ---- | ---- | ------ | ----- |
| NED  | 2    | 1      | 0     |
| GBR  | 1    | 1      | 1     |
| NZL  | 1    | 1      | 0     |
| CHN  | 0    | 1      | 0     |
| AUS  | 0    | 0      | 1     |
| CAN  | 0    | 0      | 1     |
| HKG  | 0    | 0      | 1     |

| Succesvolste          | Meervoudige |
| --------------------- | ----------- |
| 1-1-0 Ellesse Andrews |             |

### Olympische sprint
| Editie | Goud | Goud               | Zilver | Zilver             | Brons | Brons                  |
| ------ | ---- | ------------------ | ------ | ------------------ | ----- | ---------------------- |
| 1988   | URS  | Erika Salumäe      | GDR    | Christa Luding     | USA   | Connie Parakevin-Young |
| 1992   | EST  | Erika Salumäe      | GER    | Anett Neumann      | NED   | Ingrid Haringa         |
| 1996   | FRA  | Félicia Ballanger  | AUS    | Michelle Ferris    | NED   | Ingrid Haringa         |
| 2000   | FRA  | Félicia Ballanger  | RUS    | Oksana Grisjina    | UKR   | Irina Janovitsj        |
| 2004   | CAN  | Lori-Ann Muenzer   | RUS    | Tamilla Abassova   | AUS   | Anna Meares            |
| 2008   | GBR  | Victoria Pendleton | AUS    | Anna Meares        | CHN   | Guo Shuang             |
| 2012   | AUS  | Anna Meares        | GBR    | Victoria Pendleton | CHN   | Guo Shuang             |
| 2016   | GER  | Kristina Vogel     | GBR    | Rebecca James      | GBR   | Katy Marchant          |
| 2020   | CAN  | Kelsey Mitchell    | UKR    | Olena Starikova    | HKG   | Lee Wai Sze            |
| 2024   | NZL  | Ellesse Andrews    | GER    | Lea Friedrich      | GBR   | Emma Finucane          |

| Land | Goud | Zilver | Brons |
| ---- | ---- | ------ | ----- |
| CAN  | 2    | 0      | 0     |
| FRA  | 2    | 0      | 0     |
| GBR  | 1    | 2      | 2     |
| AUS  | 1    | 2      | 1     |
| GER  | 1    | 2      | 0     |
| EST  | 1    | 0      | 0     |
| NZL  | 1    | 0      | 0     |
| URS  | 1    | 0      | 0     |
| RUS  | 0    | 2      | 0     |
| UKR  | 0    | 1      | 1     |
| GDR  | 0    | 1      | 0     |
| CHN  | 0    | 0      | 2     |
| NED  | 0    | 0      | 2     |
| HKG  | 0    | 0      | 1     |
| USA  | 0    | 0      | 1     |

Meervoudige medaillewinnaars
| Succesvolste                                                                             | Meervoudige                           |
| ---------------------------------------------------------------------------------------- | ------------------------------------- |
| 2-0-0 Félicia Ballanger 2-0-0 / Erika Salumäe 1-1-1 Anna Meares 1-1-0 Victoria Pendleton | 0-0-2 Guo Shuang 0-0-2 Ingrid Haringa |

### Omnium
| Editie | Goud | Goud             | Zilver | Zilver        | Brons | Brons             |
| ------ | ---- | ---------------- | ------ | ------------- | ----- | ----------------- |
| 2012   | GBR  | Laura Trott      | USA    | Sarah Hammer  | AUS   | Annette Edmondson |
| 2016   | GBR  | Laura Trott      | USA    | Sarah Hammer  | BEL   | Jolien D'Hoore    |
| 2020   | USA  | Jennifer Valente | JPN    | Yumi Kajihara | NED   | Kirsten Wild      |
| 2024   | USA  | Jennifer Valente | POL    | Daria Pikulik | NZL   | Ally Wollaston    |

| Land | Goud | Zilver | Brons |
| ---- | ---- | ------ | ----- |
| USA  | 2    | 2      | 0     |
| GBR  | 2    | 0      | 0     |
| JPN  | 0    | 1      | 0     |
| POL  | 0    | 1      | 0     |
| AUS  | 0    | 0      | 1     |
| BEL  | 0    | 0      | 1     |
| NED  | 0    | 0      | 1     |
| NZL  | 0    | 0      | 1     |

Meervoudige medaillewinnaars
| Succesvolste                             | Meervoudige        |
| ---------------------------------------- | ------------------ |
| 2-0-0 Laura Trott 2-0-0 Jennifer Valente | 0-2-0 Sarah Hammer |

### Koppelkoers
| Editie | Goud | Goud                              | Zilver | Zilver                       | Brons | Brons                                   |
| ------ | ---- | --------------------------------- | ------ | ---------------------------- | ----- | --------------------------------------- |
| 2020   | GBR  | Katie Archibald Laura Kenny       | DEN    | Amalie Dideriksen Julie Leth | ROC   | Goelnaz Chatoentseva Maria Novolodskaja |
| 2024   | ITA  | Chiara Consonni Vittoria Guazzini | GBR    | Elinor Barker Neah Evans     | NED   | Lisa van Belle Maike van der Duin       |

| Land | Goud | Zilver | Brons |
| ---- | ---- | ------ | ----- |
| GBR  | 1    | 1      | 0     |
| ITA  | 1    | 0      | 0     |
| DEN  | 0    | 1      | 0     |
| NED  | 0    | 0      | 1     |
| ROC  | 0    | 0      | 1     |

### Ploegachtervolging
2012: 3 rensters, 3km
2016-2024: 4 rensters, 4km
| Editie | Goud | Goud                                                         | Zilver | Zilver                                                            | Brons | Brons                                                                       |
| ------ | ---- | ------------------------------------------------------------ | ------ | ----------------------------------------------------------------- | ----- | --------------------------------------------------------------------------- |
| 2012   | GBR  | Danielle King Joanna Rowsell Laura Trott                     | USA    | Dotsie Bausch Sarah Hammer Jennie Reed                            | CAN   | Gillian Carleton Jasmin Glaesser Tara Whitten                               |
| 2016   | GBR  | Katie Archibald Elinor Barker Joanna Rowsell Laura Trott     | USA    | Kelly Catlin Chloé Dygert Sarah Hammer Jennifer Valente           | CAN   | Allison Beveridge Laura Brown Jasmin Glaesser Kirsti Lay Georgia Simmerling |
| 2020   | GER  | Franziska Brauße Lisa Brennauer Lisa Klein Mieke Kröger      | GBR    | Katie Archibald Elinor Barker Neah Evans Laura Kenny Josie Knight | USA   | Chloé Dygert Megan Jastrab Jennifer Valente Emma White Lily Williams        |
| 2024   | USA  | Jennifer Valente Lily Williams Chloé Dygert Kristen Faulkner | NZL    | Ally Wollaston Bryony Botha Emily Shearman Nicole Shields         | GBR   | Elinor Barker Josie Knight Anna Morris Jessica Roberts                      |

| Land | Goud | Zilver | Brons |
| ---- | ---- | ------ | ----- |
| GBR  | 2    | 1      | 1     |
| USA  | 1    | 2      | 1     |
| GER  | 1    | 0      | 0     |
| NZL  | 0    | 1      | 0     |
| CAN  | 0    | 0      | 2     |

Meervoudige medaillewinnaars
| Succesvolste | Meervoudige                                                 |
| --- | ----------------------------------------------------------- |
| 2-1-0 Laura Kenny-Trott 2-0-0 Joanna Rowsell 1-1-1 Elinor Barker 1-1-1 Chloé Dygert 1-1-1 Jennifer Valente 1-1-0 Katie Archibald 1-0-1 Lily Williams | 0-2-0 Sarah Hammer 0-1-1 Josie Knight 0-0-2 Jasmin Glaesser |

### Teamsprint
2012-2020: 2 rensters, 2 rondes
2024: 3 rensters, 3 rondes
| Editie | Goud | Goud                                        | Zilver | Zilver                                      | Brons | Brons                                            |
| ------ | ---- | ------------------------------------------- | ------ | ------------------------------------------- | ----- | ------------------------------------------------ |
| 2012   | GER  | Kristina Vogel Miriam Welte                 | CHN    | Gong Jinjie Guo Shuang                      | AUS   | Kaarle McCulloch Anna Meares                     |
| 2016   | CHN  | Gong Jinjie Zhong Tianshi                   | RUS    | Darja Sjmeleva Anastasia Vojnova            | GER   | Kristina Vogel Miriam Welte                      |
| 2020   | CHN  | Bao Shanju Zhong Tianshi                    | GER    | Lea Sophie Friedrich Emma Hinze             | ROC   | Darja Sjmeleva Anastasia Vojnova                 |
| 2024   | GBR  | Katy Marchant Sophie Capewell Emma Finucane | NZL    | Rebecca Petch Shaane Fulton Ellesse Andrews | GER   | Pauline Grabosch Emma Hinze Lea Sophie Friedrich |

| Land | Goud | Zilver | Brons |
| ---- | ---- | ------ | ----- |
| CHN  | 2    | 1      | 0     |
| GER  | 1    | 1      | 2     |
| GBR  | 1    | 0      | 0     |
| RUS  | 0    | 1      | 1     |
| NZL  | 0    | 1      | 0     |
| AUS  | 0    | 0      | 1     |
| ROC  | 0    | 0      | 1     |

Meervoudige medaillewinnaars
| Succesvolste                                                                  | Meervoudige                                                                                  |
| ----------------------------------------------------------------------------- | -------------------------------------------------------------------------------------------- |
| 2-0-0 Zhong Tianshi 1-1-0 Gong Jinjie 1-0-1 Kristina Vogel 1-0-1 Miriam Welte | 0-1-1 Lea Sophie Friedrich 0-1-1 Emma Hinze 0-1-1 / Darja Sjmeleva 0-1-1 / Anastasia Vojnova |

## Afgevoerde onderdelen

### Mannen

#### 1896-1924
| Editie | Onderdeel   | Goud | Goud               | Zilver | Zilver            | Brons | Brons             |
| ------ | ----------- | ---- | ------------------ | ------ | ----------------- | ----- | ----------------- |
| 1896   | 10 km       | FRA  | Paul Masson        | FRA    | Léon Flameng      | AUT   | Adolf Schmal      |
| 1896   | 100 km      | FRA  | Léon Flameng       | GRE    | Georgios Kolettis |       |                   |
| 1896   | 12 uursrace | AUT  | Adolf Schmal       | GBR    | Frank Keeping     |       |                   |
| 1900   | 25 km       | FRA  | Louis Bastien      | FRA    | Louis Hildebrand  | FRA   | Auguste Daumain   |
| 1904   | 1/4 mijl    | USA  | Marcus Hurley      | USA    | Burton Downing    | USA   | Teddy Billington  |
| 1904   | 1/3 mijl    | USA  | Marcus Hurley      | USA    | Burton Downing    | USA   | Teddy Billington  |
| 1904   | 1/2 mijl    | USA  | Marcus Hurley      | USA    | Teddy Billington  | USA   | Burton Downing    |
| 1904   | 1 mijl      | USA  | Marcus Hurley      | USA    | Burton Downing    | USA   | Teddy Billington  |
| 1904   | 2 mijl      | USA  | Burton Downing     | USA    | Oscar Goerke      | USA   | Marcus Hurley     |
| 1904   | 5 mijl      | USA  | Charles Schlee     | USA    | George E. Wiley   | USA   | Arthur F. Andrews |
| 1904   | 25 mijl     | USA  | Burton Downing     | USA    | Arthur F. Andrews | USA   | George E. Wiley   |
| 1908   | 660y        | GBR  | Victor Johnson     | FRA    | Émile Demangel    | GER   | Karl Neumer       |
| 1908   | 5 km        | GBR  | Benjamin Jones     | FRA    | Maurice Schilles  | FRA   | André Auffray     |
| 1908   | 20 km       | GBR  | Clarence Kingsbury | GBR    | Benjamin Jones    | BEL   | Joseph Werbroeck  |
| 1908   | 100 km      | GBR  | Charles Bartlett   | GBR    | Charles Denny     | FRA   | Octave Lapize     |
| 1920   | 50 km       | BEL  | Henry George       | GBR    | Cyril Alden       | NED   | Piet Ikelaar      |
| 1924   | 50 km       | NED  | Ko Willems         | GBR    | Cyril Alden       | GBR   | Harry Wyld        |

#### Achtervolging
4000 meter
| Editie | Goud | Goud              | Zilver | Zilver             | Brons | Brons              |
| ------ | ---- | ----------------- | ------ | ------------------ | ----- | ------------------ |
| 1964   | TCH  | Jiří Daler        | ITA    | Giorgio Ursi       | DEN   | Preben Isaksson    |
| 1968   | FRA  | Daniel Rébillard  | DEN    | Mogens Frey Jensen | SUI   | Xaver Kurmann      |
| 1972   | NOR  | Knut Knudsen      | SUI    | Xaver Kurmann      | FRG   | Hans Lutz          |
| 1976   | FRG  | Gregor Braun      | NED    | Herman Ponsteen    | GDR   | Thomas Huschke     |
| 1980   | SUI  | Robert Dill-Bundi | FRA    | Alain Bondue       | DEN   | Hans-Henrik Ørsted |
| 1984   | USA  | Steve Hegg        | FRG    | Rolf Gölz          | USA   | Leonard Nitz       |
| 1988   | URS  | Gintautas Oemaras | AUS    | Dean Woods         | GDR   | Bernd Dittert      |
| 1992   | GBR  | Chris Boardman    | GER    | Jens Lehmann       | NZL   | Gary Anderson      |
| 1996   | ITA  | Andrea Collinelli | FRA    | Philippe Ermenault | AUS   | Bradley McGee      |
| 2000   | GER  | Robert Bartko     | GER    | Jens Lehmann       | AUS   | Bradley McGee      |
| 2004   | GBR  | Bradley Wiggins   | AUS    | Bradley McGee      | ESP   | Sergi Escobar      |
| 2008   | GBR  | Bradley Wiggins   | NZL    | Hayden Roulston    | GBR   | Steven Burke       |

| Land | Goud | Zilver | Brons |
| ---- | ---- | ------ | ----- |
| GBR  | 3    | 0      | 1     |
| FRA  | 1    | 3      | 0     |
| GER  | 1    | 2      | 0     |
| SUI  | 1    | 1      | 1     |
| ITA  | 1    | 1      | 0     |
| FRG  | 1    | 0      | 1     |
| USA  | 1    | 0      | 1     |
| NOR  | 1    | 0      | 0     |
| TCH  | 1    | 0      | 0     |
| URS  | 1    | 0      | 0     |
| AUS  | 0    | 2      | 2     |
| DEN  | 0    | 1      | 2     |
| NZL  | 0    | 1      | 1     |
| NED  | 0    | 1      | 0     |
| GDR  | 0    | 0      | 2     |
| ESP  | 0    | 0      | 1     |

Meervoudige medaillewinnaars
| Succesvolste          | Meervoudige                                                |
| --------------------- | ---------------------------------------------------------- |
| 2-0-0 Bradley Wiggins | 0-2-0 Jens Lehmann 0-1-2 Bradley McGee 0-1-1 Xaver Kurmann |

#### Puntenkoers
| Editie | Goud | Goud              | Zilver | Zilver            | Brons | Brons             |
| ------ | ---- | ----------------- | ------ | ----------------- | ----- | ----------------- |
| 1900   | ITA  | Enrico Brusoni    | GER    | Karl Duill        | FRA   | Louis Trousselier |
| 1984   | BEL  | Roger Ilegems     | FRG    | Uwe Messerschmidt | MEX   | José Youshimatz   |
| 1988   | DEN  | Dan Frost         | NED    | Leo Peelen        | URS   | Marat Ganejev     |
| 1992   | ITA  | Giovanni Lombardi | NED    | Léon van Bon      | BEL   | Cédric Mathy      |
| 1996   | ITA  | Silvio Martinello | CAN    | Brian Walton      | AUS   | Stuart O'Grady    |
| 2000   | ESP  | Joan Llaneras     | URU    | Milton Wynants    | RUS   | Aleksej Markov    |
| 2004   | RUS  | Michail Ignatiev  | ESP    | Joan Llaneras     | GER   | Guido Fulst       |
| 2008   | ESP  | Joan Llaneras     | GER    | Roger Kluge       | GBR   | Chris Newton      |

| Land | Goud | Zilver | Brons |
| ---- | ---- | ------ | ----- |
| ITA  | 3    | 0      | 0     |
| ESP  | 2    | 1      | 0     |
| BEL  | 1    | 0      | 1     |
| RUS  | 1    | 0      | 1     |
| DEN  | 1    | 0      | 0     |
| NED  | 0    | 2      | 0     |
| GER  | 0    | 2      | 1     |
| CAN  | 0    | 1      | 0     |
| FRG  | 0    | 1      | 0     |
| URU  | 0    | 1      | 0     |
| AUS  | 0    | 0      | 1     |
| FRA  | 0    | 0      | 1     |
| GBR  | 0    | 0      | 1     |
| MEX  | 0    | 0      | 1     |
| URS  | 0    | 0      | 1     |

Meervoudige medaillewinnaars
| Succesvolste        |
| ------------------- |
| 2-1-0 Joan Llaneras |

#### Tandem
wedstrijd over 2000 meter
| Editie | Goud | Goud                                 | Zilver | Zilver                             | Brons | Brons                                       |
| ------ | ---- | ------------------------------------ | ------ | ---------------------------------- | ----- | ------------------------------------------- |
| 1908   | FRA  | André Auffray Maurice Schilles       | GBR    | Frederick Hamlin Thomas H. Johnson | GBR   | Colin Brooks Walter Isaacs                  |
|        |      |                                      |        |                                    |       |                                             |
| 1920   | GBR  | Thomas Lance Harry Ryan              | RSA    | William Smith James Walker         | NED   | Piet Ikelaar Frans de Vreng                 |
| 1924   | FRA  | Lucien Choury Jean Cugnot            | DEN    | Willy Falck Hansen Edmund Hensen   | NED   | Gerard Bosch van Drakestein Maurice Peeters |
| 1928   | NED  | Daan van Dijk Bernard Leene          | GBR    | Ernest Chambers John Sibbit        | GER   | Hans Bernhardt Karl Köther                  |
| 1932   | FRA  | Louis Chaillot Maurice Perrin        | GBR    | Ernest Chambers Stanley Chambers   | DEN   | Harald Christensen Willy Gervin             |
| 1936   | GER  | Ernst Ihbe Carl Lorenz               | NED    | Bernard Leene Henk Ooms            | FRA   | Pierre Georget Georges Maton                |
| 1948   | ITA  | Renato Perona Ferdinando Terruzzi    | GBR    | Alan Bannister Reg Harris          | FRA   | Gaston Dron René Faye                       |
| 1952   | AUS  | Lionel Cox Russell Mockridge         | RSA    | Raymond Robinson Thomas Shardelow  | ITA   | Antonio Maspes Cesare Pinarello             |
| 1956   | AUS  | Ian Browne Anthony Marchant          | TCH    | Ladislav Fouček Václav Machek      | ITA   | Giuseppe Ogna Cesare Pinarello              |
| 1960   | ITA  | Giuseppe Beghetto Sergio Bianchetto  | EUA    | Jürgen Simon Lothar Stäber         | URS   | Vladimir Leonov Boris Vassiljev             |
| 1964   | ITA  | Sergio Bianchetto Angelo Damiano     | URS    | Imants Bodnieks Viktor Logoenov    | EUA   | Willi Fuggerer Klaus Kobusch                |
| 1968   | FRA  | Daniel Morelon Pierre Trentin        | NED    | Jan Jansen Leijn Loevesijn         | BEL   | Daniël Goens Robert Van Lancker             |
| 1972   | URS  | Vladimir Semenets Igor Zjelovalnikov | GDR    | Jürgen Geschke Werner Otto         | POL   | Andrzej Bek Benedykt Kocot                  |

| Land | Goud | Zilver | Brons |
| ---- | ---- | ------ | ----- |
| FRA  | 4    | 0      | 2     |
| ITA  | 3    | 0      | 2     |
| AUS  | 2    | 0      | 0     |
| GBR  | 1    | 4      | 1     |
| NED  | 1    | 2      | 2     |
| URS  | 1    | 1      | 1     |
| GER  | 1    | 0      | 1     |
| RSA  | 0    | 2      | 0     |
| DEN  | 0    | 1      | 1     |
| EUA  | 0    | 1      | 1     |
| GDR  | 0    | 1      | 0     |
| TCH  | 0    | 1      | 0     |
| BEL  | 0    | 0      | 1     |
| POL  | 0    | 0      | 1     |

Meervoudige medaillewinnaars
| Succesvolste                                | Meervoudige                                  |
| ------------------------------------------- | -------------------------------------------- |
| 2-0-0 Sergio Bianchetto 1-1-0 Bernard Leene | 0-2-0 Ernest Chambers 0-0-2 Cesare Pinarello |

#### Tijdrit
1896: 2000 meter
1928-2004: 1000 meter
| Editie | Goud | Goud                       | Zilver | Zilver                      | Brons | Brons               |
| ------ | ---- | -------------------------- | ------ | --------------------------- | ----- | ------------------- |
| 1896   | FRA  | Paul Masson                | GRE    | Stamatios Nikolopoulos      | FRA   | Léon Flameng        |
|        |      |                            |        |                             |       |                     |
| 1928   | DEN  | Willy Falck Hansen         | NED    | Gerard Bosch van Drakestein | AUS   | Dunc Gray           |
| 1932   | AUS  | Dunc Gray                  | NED    | Jacques van Egmond          | FRA   | Charles Rampelberg  |
| 1936   | NED  | Arie van Vliet             | FRA    | Pierre Georget              | GER   | Rudolf Karsch       |
| 1948   | FRA  | Jacques Dupont             | BEL    | Pierre Nihant               | GBR   | Thomas Godwin       |
| 1952   | AUS  | Russell Mockridge          | ITA    | Marino Morettini            | RSA   | Raymond Robinson    |
| 1956   | ITA  | Leandro Faggin             | TCH    | Ladislav Fouček             | RSA   | Alfred Swift        |
| 1960   | ITA  | Sante Gaiardoni            | EUA    | Dieter Gieseler             | URS   | Rotislav Vargasjkin |
| 1964   | BEL  | Patrick Sercu              | ITA    | Giovanni Pettenella         | FRA   | Pierre Trentin      |
| 1968   | FRA  | Pierre Trentin             | DEN    | Niels Fredborg              | POL   | Janusz Kierzkowski  |
| 1972   | DEN  | Niels Fredborg             | AUS    | Danny Clark                 | GDR   | Jürgen Schütze      |
| 1976   | GDR  | Klaus-Jürgen Grünke        | BEL    | Michel Vaarten              | DEN   | Niels Fredborg      |
| 1980   | GDR  | Lothar Thoms               | URS    | Aleksandr Panfilov          | JAM   | David Weller        |
| 1984   | FRG  | Fredy Schmidtke            | CAN    | Curt Harnett                | FRA   | Fabrice Colas       |
| 1988   | URS  | Aleksandr Kiritsjenko      | AUS    | Martin Vinnicombe           | FRG   | Robert Lechner      |
| 1992   | ESP  | José Manuel Moreno Periñan | AUS    | Shane Kelly                 | USA   | Erin Hartwell       |
| 1996   | FRA  | Florian Rousseau           | USA    | Erin Hartwell               | JPN   | Takanobu Jumonji    |
| 2000   | GBR  | Jason Queally              | GER    | Stefan Nimke                | AUS   | Shane Kelly         |
| 2004   | GBR  | Chris Hoy                  | FRA    | Arnaud Tournant             | GER   | Stefan Nimke        |

| Land | Goud | Zilver | Brons |
| ---- | ---- | ------ | ----- |
| FRA  | 4    | 2      | 4     |
| AUS  | 2    | 3      | 2     |
| ITA  | 2    | 2      | 0     |
| DEN  | 2    | 1      | 1     |
| GBR  | 2    | 0      | 1     |
| GDR  | 2    | 0      | 1     |
| BEL  | 1    | 2      | 0     |
| NED  | 1    | 2      | 0     |
| URS  | 1    | 1      | 1     |
| FRG  | 1    | 0      | 1     |
| ESP  | 1    | 0      | 0     |
| GER  | 0    | 1      | 2     |
| USA  | 0    | 1      | 1     |
| CAN  | 0    | 1      | 0     |
| EUA  | 0    | 1      | 0     |
| GRE  | 0    | 1      | 0     |
| TCH  | 0    | 1      | 0     |
| RSA  | 0    | 0      | 2     |
| JAM  | 0    | 0      | 1     |
| JPN  | 0    | 0      | 1     |
| POL  | 0    | 0      | 1     |

Meervoudige medaillewinnaars
| Succesvolste                                              | Meervoudige                            |
| --------------------------------------------------------- | -------------------------------------- |
| 1-1-1 Niels Fredborg 1-0-1 Dunc Gray 1-0-1 Pierre Trentin | 0-1-1 Erin Hartwell 0-1-1 Stefan Nimke |

### Vrouwen

#### Achtervolging
| Editie | Goud | Goud                          | Zilver | Zilver            | Brons | Brons                         |
| ------ | ---- | ----------------------------- | ------ | ----------------- | ----- | ----------------------------- |
| 1992   | GER  | Petra Rossner                 | AUS    | Kathryn Watt      | USA   | Rebecca Twigg                 |
| 1996   | ITA  | Antonella Bellutti            | FRA    | Marion Clignet    | GER   | Judith Arndt                  |
| 2000   | NED  | Leontien Zijlaard-van Moorsel | FRA    | Marion Clignet    | GBR   | Yvonne McGregor               |
| 2004   | NZL  | Sarah Ulmer                   | AUS    | Katie Mactier     | NED   | Leontien Zijlaard-van Moorsel |
| 2008   | GBR  | Rebecca Romero                | GBR    | Wendy Houvenaghel | UKR   | Lesya Kalitovska              |

| Land | Goud | Zilver | Brons |
| ---- | ---- | ------ | ----- |
| GBR  | 1    | 1      | 1     |
| GER  | 1    | 0      | 1     |
| NED  | 1    | 0      | 1     |
| ITA  | 1    | 0      | 0     |
| NZL  | 1    | 0      | 0     |
| AUS  | 0    | 2      | 0     |
| FRA  | 0    | 2      | 0     |
| UKR  | 0    | 0      | 1     |
| USA  | 0    | 0      | 1     |

Meervoudige medaillewinnaars
| Succesvolste                        | Meervoudige          |
| ----------------------------------- | -------------------- |
| 1-0-1 Leontien Zijlaard-van Moorsel | 0-2-0 Marion Clignet |

#### Puntenkoers
| Editie | Goud | Goud               | Zilver | Zilver                        | Brons | Brons              |
| ------ | ---- | ------------------ | ------ | ----------------------------- | ----- | ------------------ |
| 1996   | ITA  | Nathalie Lancien   | NED    | Ingrid Haringa                | AUS   | Lucy Tyler-Sharman |
| 2000   | ITA  | Antonella Bellutti | NED    | Leontien Zijlaard-van Moorsel | RUS   | Olga Sljoesarjova  |
| 2004   | RUS  | Olga Sljoesarjova  | MEX    | Belem Guerrero                | COL   | María Luisa Calle  |
| 2008   | NED  | Marianne Vos       | CUB    | Yoanka González               | ESP   | Leire Olaberria    |

| Land | Goud | Zilver | Brons |
| ---- | ---- | ------ | ----- |
| ITA  | 2    | 0      | 0     |
| NED  | 1    | 2      | 0     |
| RUS  | 1    | 0      | 1     |
| CUB  | 0    | 1      | 1     |
| MEX  | 0    | 1      | 1     |
| COL  | 0    | 0      | 1     |
| ESP  | 0    | 0      | 1     |

Meervoudige medaillewinnaars
| Succesvolste            |
| ----------------------- |
| 1-0-1 Olga Sljoesarjova |

#### Tijdrit
| Editie | Goud | Goud              | Zilver | Zilver          | Brons | Brons               |
| ------ | ---- | ----------------- | ------ | --------------- | ----- | ------------------- |
| 2000   | FRA  | Félicia Ballanger | AUS    | Michelle Ferris | CHN   | Jiang Cuihua        |
| 2004   | AUS  | Anna Meares       | CHN    | Jiang Yonghua   | BLR   | Natalia Tsylinskaja |

| Land | Goud | Zilver | Brons |
| ---- | ---- | ------ | ----- |
| AUS  | 1    | 1      | 0     |
| FRA  | 1    | 0      | 0     |
| CHN  | 0    | 1      | 1     |
| BLR  | 0    | 0      | 1     |

Athene 1896 · 
Parijs 1900 · 
St. Louis 1904 · 
Londen 1908 · 
Stockholm 1912 · 
Antwerpen 1920 · 
Parijs 1924 · 
Amsterdam 1928 · 
Los Angeles 1932 · 
Berlijn 1936 · 
Londen 1948 · 
Helsinki 1952 · 
Melbourne 1956 · 
Rome 1960 · 
Tokio 1964 · 
Mexico-stad 1968 · 
München 1972 · 
Montréal 1976 · 
Moskou 1980 · 
Los Angeles 1984 · 
Seoel 1988 · 
Barcelona 1992 · 
Atlanta 1996 · 
Sydney 2000 · 
Athene 2004 · 
Peking 2008 · 
Londen 2012 · 
Rio de Janeiro 2016 ·
Tokio 2020 ·
Parijs 2024 ·
Los Angeles 2028
Medaillewinnaars: Baanwielrennen · BMX · Mountainbike · Wegwielrennen